# Johan van der Keuken
Johan van der Keuken (Amsterdam, 4 d'abril de 1938 - Amsterdam, 7 de gener de 2001) fou un director de cinema, fotògraf i crític de cinema neerlandès que treballà per la revista Skrien des de 1977. Va ser càmera de totes les seves pel·lícules. L'any 1999 el CCCB va presentar «El cos i la ciutat», una exposició dedicada als seus films. A títol pòstum, la Documenta XI va mostrar el seu treball l'any 2002.